# Lanius validirostris
El alcaudón filipino o alcaudón de montaña (Lanius validirostris) es una especie de ave paseriforme de la familia de los alcaudones (Laniidae). Habita en los bosques y tierras altas del archipiélago filipino.

## Subespecies
Se reconocen como válidas las siguientes subespecies:
- Lanius validirostris hachisuka Ripley, 1949. Habita en la isla de Mindanao.
- Lanius validirostris tertius Salomonsen, 1953. Habita en la isla de Mindoro.
- Lanius validirostris validirostris Ogilvie-Grant, 1894. Es la especie tipo, habita en la Cordillera Central y Sierra Madre, en la isla de Luzón.